# Modermælk
 Der er for få eller ingen kildehenvisninger i denne artikel, hvilket er et problem. Du kan hjælpe ved at angive troværdige kilder til de påstande, som fremføres i artiklen.

Modermælk er den mælk en kvinde producerer i en periode efter en fødsel. Det udgør den primære ernæringskilde for nyfødte indtil de bliver i stand til at indtage fast føde og fordøje en bredere vifte af madprodukter.

## Produktion
Under indflydelse af hormonerne prolaktin og oxytocin producerer kvinder mælk efter graviditet til at amme deres baby. Den førstproducerede mælk er ofte omtalt som råmælk og kendetegnes ved at indeholde store mængder immunoglobulin, der beskytter barnet i den første tid indtil dets eget immunsystem fungerer tilfredsstillende. Samtidig skaber det en mild afførende effekt, der udstøder meconium og hjælper til at bilirubin ikke opbygges. Herudover har man også fundet ud af at modermælk indeholder glycerol monolaurate (GML), som dræber skadelige bakterier og lader gavnlige bakterier leve.
Der er mange grunde til at en mor ikke kan producere modermælk. En grund hertil kan være at moren ikke ammer sit barn ofte nok. Jo mere der gives bryst, desto mere mælk produceres. Nogle kvinder tager bukkehorn for at øge produktionen. Er der stadig ikke nok mælk må forældrene ty til erstatninger, modermælkserstatning.

## Næringsindhold
Modermælken indeholder al den næring et i øvrigt sundt og raskt barn har brug for i perioden fra fødslen og frem til 6 månedersalderen. For tidligt fødte børn og syge børn kan have brug for ekstra næring.
Hovednæringsstoffer er protein, kulhydrat og fedt.

### Protein
Proteinkoncentrationen er højest i råmælken og falder gradvist i overgangsmælken til et nogenlunde konstant niveau omkring 0,7 – 0,8 g/100 ml fra ca. 2 – 3 uger efter fødslen. Der er dog stor individuel variation i proteinkoncentrationen.

### Kulhydrat
Kulhydratkoncentrationen er lidt lavere i råmælken, men ligger ellers relativt kontant omkring 7 g/100 ml.

### Fedt
Der er stor variation i fedtindholdet i modermælk. Fedtkoncentrationen stiger under tømningen af brystet, således at der mest fedt i de sidste minutter inden barnet slipper brystet. Fedtindholdet kan variere fra 2 – 8 g/100 ml.